# Maria MacKillop
Maria MacKillop RSJ, oryginalne Mary MacKillop, w zakonie Maria od Krzyża (ur. 15 stycznia 1842 w Fitzroy, zm. 8 sierpnia 1909 w Sydney) – założycielka Zgromadzenia Sióstr Świętego Józefa od Najświętszego Serca, pierwsza australijska święta Kościoła katolickiego.

## Pochodzenie
Urodziła się w Fitzroy (dziś przedmieście Melbourne) w stanie Wiktoria w Australii. Była najstarszą z ośmiorga dzieci małżeństwa szkockich górali Flory Helen McDonald i Alexandra McKillop. Ojciec kształcił się w Rzymie na księdza, jednak w wieku 29 lat zdecydował się opuścić seminarium i w 1838 wyjechał do Australii. 14 lipca 1840 ożenił się z przybyłą dwa lata później ze Szkocji Florą McDonald.

## Powołanie i założenie zgromadzenia józefitek
MacKillop została nauczycielką. Poznała księdza Tenisona Woodsa (1832–1889), który pomógł jej w 1866 w Penola w stanie Australia Południowa, utworzyć szkołę dla niezamożnych dzieci, następnie założyć Zgromadzenie Sióstr Świętego Józefa od Najświętszego Serca. W tym samym roku przyjęła imię Sister Mary of the Cross (s. Maria od Krzyża). Rok później została pierwszą zakonnicą i matką przełożoną nowego, żeńskiego zgromadzenia zakonnego i przeniosła się do nowego klasztoru w Adelaide. Do końca 1869 już 70 sióstr prowadziło edukację dzieci w 21 szkołach w Adelaidzie i całym kraju. Maria McKillop i „brązowe kangurki” (Brown Joeys) prowadziły również sierocińce, opiekowały się zaniedbanymi dziećmi, „dziewczętami w niebezpieczeństwie”, zakładami poprawczymi, domami starców oraz nieuleczalnie chorymi. Siostry zostały przygotowane do pójścia w środowisko rolników, górników i kolejarzy zamieszkujących australijski interior, aby zamieszkać wśród nich.

## Ekskomunika
W sierpniu 1871, dzień po spotkaniu z oponentem Mary, franciszkaninem Charlesem Horanem, biskup Laurence Sheil, który na początku jej pomagał, nałożył na nią karę ekskomuniki twierdząc, że Mary „podżega siostry do nieposłuszeństwa i buntu”. Polecił jej „powrót do świata”. Zamierzał także rozwiązać zakon. Pół roku później, na krótko przed śmiercią, biskup polecił, by znieść karę, co stało się 23 lutego 1872. Wkrótce Episkopat Australii całkowicie zwolnił ją z kary.

## Kontrowersje i aprobata
W 1873 roku MacKillop udała się do Rzymu, aby oficjalnie zatwierdzić reguły zakonne Sióstr Świętego Józefa. Papież Pius IX uznał ją za założycielkę zgromadzenia józefitek. Władze w Rzymie poczyniły zmiany w regule zakonu w zakresie życia zakonnic w ubóstwie. Zapewniły przy tym, że zasady siostry MacKillop zostaną ostateczne zatwierdzone po okresie próbnym. Zmiana zasad spowodowała rozłam między MacKillop i ojcem Tenisonem Woodsem, który obwinił ją o zmianę pierwotnych zasad. W 1875 jednomyślnie wybrano ją po raz kolejny przełożoną zakonu, jednak brak zrozumienia dla życia wśród ubogich wciąż wywoływał kontrowersje wśród duchownych preferujących strukturę hierarchiczną, których raziło egalitarne podejście w wewnętrznej organizacji zakonu. Zmieniło się to nieco po nominacji arcybiskupa Sydney, Rogera Vaughana w 1877, lecz po jego śmierci w 1883 wpadła w konflikt z biskupem Adelaide Christopherem Reynoldsem, dopiero ostateczna aprobata ze strony papieża Leona XIII w 1888 zapobiegła kryzysowi. Choć Mary MacKillop wciąż opierała się na charytatywności i jałmużnie, odnosiła wiele sukcesów w rozwoju zgromadzenia i obejmowania opieką potrzebujących.

## Śmierć, beatyfikacja i kanonizacja
Potem zaczęła chorować na reumatyzm, w 1902 dostała wylewu i została częściowo sparaliżowana. Zmarła 8 sierpnia 1909. Po jej pogrzebie na cmentarzu Gore Hill ludzie ciągle zabierali ziemię wokół jej grobu. W rezultacie jej szczątki zostały ekshumowane i przeniesione 27 stycznia 1914 przed ołtarz Matki Bożej w nowo wybudowanym Memorial Chapel w Mount Street w Sydney.
19 stycznia 1995 beatyfikował ją Jan Paweł II, a kanonizacji dokonał Benedykt XVI w dniu 17 października 2010. Tym samym Mary McKillop została pierwszą australijską świętą.
Wspomnienie liturgiczne w Kościele katolickim obchodzone jest 8 sierpnia, w dzienną pamiątkę śmierci świętej.